# Curetis venata
Curetis venata är en fjärilsart som beskrevs av Hans Fruhstorfer 1908. Curetis venata ingår i släktet Curetis och familjen juvelvingar. Inga underarter finns listade i Catalogue of Life.